# Paul Stoll
Paul Michael Stoll Hernández (nacido el 14 de diciembre de 1985 en Lansing, Míchigan) es un jugador de baloncesto estadounidense con nacionalidad mexicana que actualmente pertenece a la plantilla de Halcones de Xalapa de la Liga Nacional de Baloncesto Profesional de México. Con 1,80 metros de altura juega en la posición de base. Es internacional absoluto con México.

## Trayectoria
Sus estudios los realizó en Míchigan (Lansing CC) y en Texas (UTPA Broncs) y su amor por el baloncesto comenzó a los Cuatro años, ya que fue herencia de su padre quien jugó en su etapa universitaria para los Espartanos de Michigan State. El origen mexicano viene por parte de su madre, Carmen Hernández, quien es nativa del estado de Durango.
Stoll es un jugador con dilatada experiencia, tanto en la Liga Nacional de Baloncesto Profesional de México (LNBP) y en Europa.
Debutó en 2008 con los Algodoneros de la Comarca y más tarde jugaría para los Halcones Rojos de Veracruz. 
Paul ha jugado en cuatro Ligas diferentes; México, Israel, Turquía y Venezuela. La primera oportunidad llegó en 2012 cuando emigró al equipo Maccabi Haifa de la Liga profesional de Israel, donde salió campeón; una temporada después jugó en la duela de Turquía con el Trabzonspor. En 2014 emigró a Sudamérica con los Gigantes de Guayana de la Liga venezolana.
En 2015, llega al BC Avtodor Saratov. Paul llegó para suplir a Malcolm Armstead y lideró al Avtodor con 14.6 puntos, 7.6 asistencias, 3.1 rebotes, 2.4 robos y 19.5 valoración por partido.
EL 7 de marzo de 2018, firma por el Basket Zaragoza con el objetivo de ayudar a lograr la permanencia en esta temporada.
En verano de 2018, firma por el Maccabi Ashdod B.C. de la Ligat ha'Al, donde juega durante dos temporadas.
El 20 de noviembre de 2020, regresa a México para jugar en el Fuerza Regia de la Liga Nacional de Baloncesto Profesional de México.
El 10 de enero de 2021, firma un contrato de un mes por el Metropolitans 92 de la LNB Pro A, para cubrir la baja del lesionado Brandon Brown.
El 20 de marzo de 2021, firma por el Hapoel Tel Aviv de la Ligat ha'Al, con el que disputa 13 partidos.
El 15 de marzo de 2022, vuelve a Israel para jugar en el Hapoel Tel Aviv de la Ligat ha'Al.
E1 21 de noviembre de 2022 es anunciado como refuerzo de los Libertadores de Querétaro para disputar la Liga de Campeones de Baloncesto de las Américas (BCLA).
E1 19 de febrero de 2024 es anunciado como refuerzo de los Halcones de Xalapa para disputar los playoffs de la Liga de Campeones de Baloncesto de las Américas (BCLA).

## Selección nacional
Su paso por la Selección mexicana inició en 2010 cuando participó y se colgó la medalla de plata en los Juegos Centroamericanos de Mayagüez, repitiendo el mismo metal en los Juegos Panamericanos de Guadalajara en 2011.
En 2013 fue parte del plantel que llevó a México a un mundial de la categoría después de 40 años, en ese evento su equipo terminó decimocuarto.
Un poco antes, fueron oro en el Campeonato FIBA Américas de 2013 y en el Centrobasket 2014.
[actualizar]
Durante agosto y septiembre de 2023 fue integrante de la selección de México que participó en el Mundial de 2023 celebrado en Asia, y que finalizó en vigesimoquinto lugar.